# Narva (fiume)
Il Narva è il fiume più ampio dell'Estonia. Emissario del Lago Peipsi, scorre attraverso il contestato confine tra Estonia e Russia. Divide la città estone di Narva e quella russa di Ivangorod, unite fino al 1953 (anno in cui furono divise dai sovietici). Sfocia nei pressi di Narva-Jõesuu nel golfo della Narva, quest'ultimo parte del ben più ampio golfo di Finlandia, nel Mar Baltico.

## Geografia
Il bacino di Narva è un ampio lago artificiale (191 km²) che fu creato sul fiume nel 1956. La lunghezza del corso d'acqua è di 77 km, la sua larghezza media 300 metri e la sua profondità 5 metri.
Il suo più importante affluente è il Pljussa. Il fiume dà il suo nome alla cultura di Narva e alla città omonima.
Il fiume ha origine dal lago dei Ciudi (o Peipus), il quale regola naturalmente il flusso del fiume, cosicché non si sono mai avute importanti inondazioni, né siccità.
La portata d'acqua alla foce è di 370 m³/s. Sino al 1957, prima della costruzione della centrale idroelettrica voluta dai sovietici, il fiume Narva era famoso per una magnifica cascata.
Il fiume è navigabile dalla foce sino alla città di Narva ed a valle del lago dei Ciudi. Il tratto di fiume in mezzo non può essere navigato fino a che il fiume non scende i 20 metri della cascata.